# Chacals et Arabes
Chacals et Arabes (Schakale und Araber) est une nouvelle de l'auteur germanophone Franz Kafka publiée dans le deuxième numéro du journal Der Jude, puis, en 1920, dans le recueil de nouvelles Un Médecin de campagne.

## Résumé
La narrateur est un homme du nord qui tente de se reposer avec ses compagnons et un groupe d'arabes dans une oasis. Soudain, une meute de chacals arrive et interpelle le narrateur. Le chef des chacals le considère comme un élu attendu depuis longtemps par le peuple des chacals. Il serait appelé pour les libérer, bien que ceux-ci soient décrits comme étant répugnants, violents et sanguinaires.
Le chef de la caravane arabe arrive alors et clôt cette scène en levant son fouet contre les chacals. Il connaît bien ces animaux et explique au narrateur qu'ils disent cela à chaque européen de passage. Il les considère comme des idiots, pour preuve, il leur offre une carcasse de chameau fraîche et ceux-ci se jettent dessus et projette du sang tout autour d'eux. Rien ne peut plus les faire partir, ni cris ni coups de fouets. Le chef des arabes conclut par une remarque ironique sur leur prétendue noblesse et affirment qu'ils se haïssent.

## Analyse

### Parabole
L'éditeur, Martin Buber, souhaitait que cette nouvelle soit présenté comme une parabole, mais Kafka a refusé. Il ne souhaitait pas attirer l'attention du lecteur sur les différentes lectures possibles derrière cette nouvelle, il préférait que chacun y trouve sa propre interprétation.

### Arrière-plan biographique
Kafka lui aussi a aspiré à une vie purifiée de ses pulsions, comme condition à son écriture. Il écrit ainsi à Milena Jesenská qu'il se sent « sale ». La cupidité élémentaire des chacals rend ce désir de pureté illusoire. Cet échec face à un objectif transcendantal est ainsi un thème récurrent de la prose de Kafka.

### Le judaïsme
Cette nouvelle a d'abord été publiée dans le mensuel Der Jude, cela montre qu'elle a certainement des références à la vie et à la pensée juives,.
Les chacals peuvent symboliser le peuple juif. C'est une image souvent utilisée chez d'autres écrivains, comme Heinrich Heine ou Alfred Döblin mais aussi et surtout par des personnalités antisémites comme Oswald Spengler. Les chacals vivent ici comme des parasites sur un peuple hôte. Kafka, lui-même juif, porte ici un regard extérieur et ironique, presque judéophobe sur son propre peuple, en décrivant les Arabes comme des maîtres et les Chacals comme des animaux dépendants.
L'attente des Chacals pour cet homme du nord peut symboliser l'attente juive pour le Messie. Cet homme a un rôle similaire à celui du voyageur dans Le Verdict ; il fait l’expérience de l'archaïsme, mais sans le critiquer ni chercher à le modifier.

### Incommunicabilité
Un autre thème récurrent de la littérature kafkaïenne est l'impossibilité de la communication, entre les individus et entre les groupes. Cette impossibilité du langage a pour impact d'empêcher toute tentative d'amélioration ou d'apaisement des haines. C'est ici l'impossibilité de la communication entre peuple juif et population allemande qui refrène tout apaisement de la haine.